# Artemisia desertorum
Artemisia desertorum — вид квіткових рослин з родини айстрових (Asteraceae). Поширення: пд.-сх. Сибір, Китай, пн. Індія, Японія, Монголія, Непал, Тибет, пн. Пакистан. Населяє степи, луки, лісостепи, альпійські та субальпійські степи, пустки, кам'янисті схили, сухі долини, береги річок, лісові узлісся, узбіччя доріг, чагарники; від низьких висот до 4600 метрів.

## Біоморфологічна характеристика
Це багаторічна трав'яниста рослина заввишки 10–70(90) см, з товстим дерев'янистим ± косим кореневищем; зверху гілляста, запушена або гола. Прикореневе та нижнє листя на ніжці 1–3 см; листкова пластинка яйцеподібна, еліптична, довгаста або довгасто-яйцеподібна, 2–5(10) × 1.5–4.5 см, 2(або 3)-перисторозсічена або двороздільна; сегменти 2 або 3 пари, еліптичні або довгасті, 10–15(20) × 3–6 мм; часточки 3–5 пар, лінійні, лінійно-ланцетні або еліптичні, 5–15(20) × 1–1.5(2) мм, верхівка гостра. Середнє стеблове листя на ніжці 1–3 см; листкова пластинка довгаста або яйцеподібна, 1- або 2-перистороздільна. Найбільш верхнє листя 3–5-перисто-роздільне; листоподібні приквітки 3-лопатеві або цілокраї. Синцвіття — китицеподібна волоть, 15–20 × 5–6 см. Квіткові голови численні, пониклі. Обгортка яйцеподібна або майже куляста, 1.5–3 мм у діаметрі; листки оцвітини голі, зовнішні яйцеподібні. Крайових жіночих квіточок 4–8. Дискових квіточок 5–10(12). Сім'янка темно-коричнева, оберненояйцеподібна або довгаста, ≈ 1 мм. Цвітіння та плодіння: серпень — жовтень. 2n = 36.